# Ґлодзіно
Ґлодзіно (пол. Głodzino) — село в Польщі, у гміні Ромбіно Свідвинського повіту Західнопоморського воєводства.
Населення — 102 особи (2011).

## Демографія
Демографічна структура станом на 31 березня 2011 року:
|          | Загалом | Допрацездатний вік | Працездатний вік | Постпрацездатний вік |
| -------- | ------- | ------------------ | ---------------- | -------------------- |
| Чоловіки | 46      | 8                  | 33               | 5                    |
| Жінки    | 56      | 16                 | 29               | 11                   |
| Разом    | 102     | 24                 | 62               | 16                   |